# St. Afra im Felde

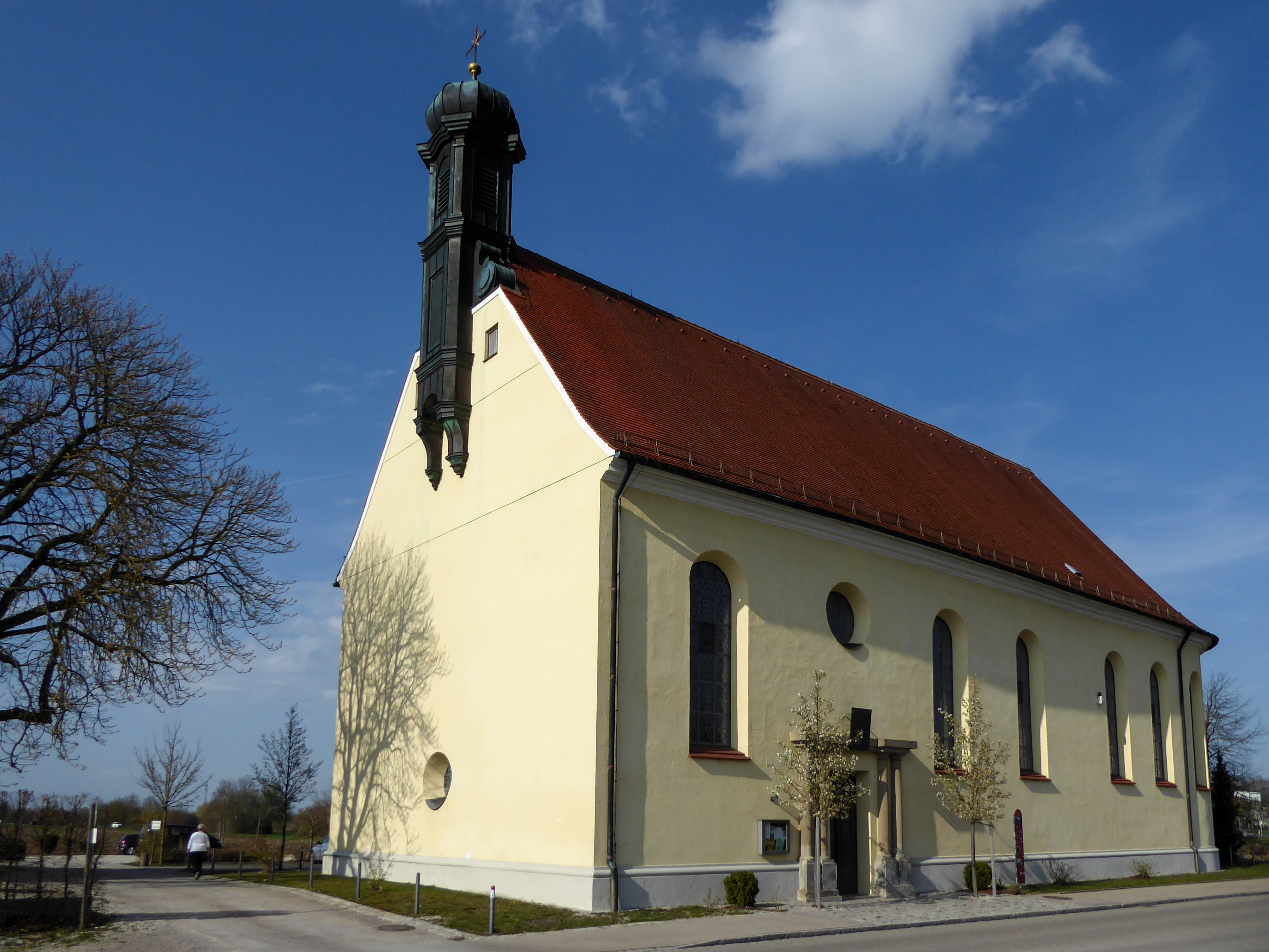
St. Afra im Felde

St. Afra im Felde ist eine katholische Wallfahrtskirche im Südwesten von Friedberg in Bayern. Sie ist der heiligen Afra von Augsburg geweiht, die an der Stelle, wo die Kirche steht, um 304 n. Chr. den Märtyrertod gefunden haben soll. Die Kirche gehört zur Pfarrei St. Jakob in Friedberg. Die Wallfahrt zur Heiligen Afra findet jährlich am 7. August statt. Die Kirche kann auf Anfrage besichtigt werden.
Unmittelbar neben der Kirche befindet sich als einzige Gebäudegruppe der Brauereigasthof St. Afra im Felde.

## Geschichte
Eine erste Kirche in der Siedlung Lechfelderdorf wird 1169 urkundlich erwähnt. Im 15. Jahrhundert wurde die Kirche nach schweren Sturmschäden im Stil der Spätgotik erneuert. Die Wallfahrt zur Hl. Afra wird zum ersten Mal im Jahr 1509 erwähnt. Während des Dreißigjährigen Kriegs wurde die Kirche von den Schweden geplündert und später vollkommen verwüstet.
Die bestehende Barockkirche wurde zu Beginn des 18. Jahrhunderts errichtet und 1712 geweiht. Schon Ende des 18. Jahrhunderts wurde die Kirche für militärische Zwecke genutzt, nach der Säkularisation dann offiziell als Munitionslager. Die beiden Türme wurden abgebrochen und die Fenster zugemauert. Bis zu 20.000 Zentner Pulver waren im Gebäude gelagert. Wegen der Gefahr für die Umgebung wurde das Pulver gegen Ende des 19. Jahrhunderts weggebracht, das Gebäude sollte verkauft werden. Es wurde für 13.000 Mark versteigert, womit die mit der Wallfahrt Befassten aber nicht einverstanden waren. Durch eine Spende standen schließlich 15.000 Mark zur Verfügung, um das Gebäude zu erwerben, damit es wieder seinem ursprünglichen Zweck einer Wallfahrtskirche zugeführt werden konnte. 1877 begannen die Arbeiten, um das Gotteshaus wieder instand zu setzen. Am 1. Juli 1878 wurde dann die Kirche und der Altar erneut geweiht.

## Ausstattung
Im Innern macht die Kirche einen schlichten Barockeindruck. Der frühere Hochaltar wurde entfernt und durch eine Afra-Skulptur ersetzt, vor der ein schlichter Marmoraltartisch steht. Die Orgel stammt aus dem Jahr 1961 und hat 500 Pfeifen.